# Nabiasite
La nabiasite è un minerale.

## Etimologia
Il nome deriva dalla località di scoperta: vene trasversali dei giacimenti di manganese di Pla de Labasse, nei pressi del borgo pirenaico di Nabias, nel territorio del comune francese di Loudervielle.